# Monotoma seriata
Monotoma seriata is een keversoort uit de familie kerkhofkevers (Monotomidae). De wetenschappelijke naam van de soort werd in 1901 gepubliceerd door Edmund Reitter.